# Aslaug Dahl
Aslaug Dahl   (Nesseby, 23 de març de 1949) és una esquiadora de fons noruega, ja retirada, que va competir durant les dècades 1960 i 1970.
El 1972 va prendre part en els Jocs Olímpics d'Hivern de Sapporo, on va disputar tres proves del programa d'esquí de fons. Guanyà la medalla de bronze en la prova dels relleus 3x5 quilòmetres, formant equip amb Inger Aufles i Berit Mørdre, mentre en els 10 quilòmetres fou sisena i en els 5 quilòmetres vuitena.